# LANDSALE
LANDSALE（ランドセル）は、日本の音楽グループP-MODELの2枚目のアルバム。1980年4月25日にワーナー・パイオニアより発売された。

## 概要
- 前作『IN A MODEL ROOM』より9ヶ月ぶりの作品。
- タイトルはランドセルと売国奴（Landsale）のダブル・ミーニング。
- 1曲目の「オハヨウ」を除けば、基本的には前作を踏襲したテクノポップ・パンクロック的な曲調で構成されている。今作はベースの秋山勝彦が制作した楽曲も収録されている。
- 1999年に発売されたアルバム『VIRTUAL LIVE-2』でフルリメイクされたが、「タッチミー」や「地球儀」のみ収録されなかった。

## 楽曲解説
オハヨウ
ULTRAVOXの楽曲「My Sex」のオマージュ。後にリアレンジされ、「オハヨウⅡ」として『SCUBA』に収録される。
タッチ ミー
ボーカルは秋山。解凍期にもリアレンジされて披露されていた。
ナ・カ・ヨ・シ
当時メンバー間の不仲説が流れていた事に対する皮肉を歌った曲。
ミサイル
本アルバム発売1ヶ月後の1980年5月25日に3rdシングルとしてリカットされている。
解凍期にリアレンジされて披露されており、2010年には『突弦変異』で平沢によるセルフカバーがされている。
2003年にはTHE SWITCH TROUTがカバーしており、POLYSICSのハヤシヒロユキがボーカルとして参加している。（アルバム「隼エレクトリック」収録）
I AM ONLY YOUR MODEL
間奏に「サンシャイン・シティー」のイントロのフレーズが使用されている。
1982年のライブでは、やぎさんゆうびんの替え歌を歌詞に用いた「クロシロクロシロクロシロクロシ」という曲が演奏された。
異邦人
P-MODELの前身バンドであるMANDRAKE時代から存在する曲。
当初は前作『IN A MODEL ROOM』に収録される予定だったものの「ハード過ぎる」としてボツになり、再アレンジの上本作に収録された。
地球儀
曲数が足りず急遽作った曲。P-MODELのライブでは1回しか披露されていない。
後にP-MODELメンバーとなる高橋芳一が、2013年に秋山の許可を得てカバーしている。

## 収録曲
- 全編曲：P-MODEL

| #         | タイトル                                | 作詞      | 作曲             | 時間  |
| --------- | --------------------------------------- | --------- | ---------------- | ----- |
| 1.        | 「オハヨウ（Ohayō）」                   | 平沢進    | 平沢進           | 4:50  |
| 2.        | 「ダイジョブ（Daijob）」                | 平沢進    | 平沢進           | 3:05  |
| 3.        | 「「ラヴ」ストーリー（「Love」Story）」 | 田中靖美  | 田中靖美         | 2:41  |
| 4.        | 「ドクター・ストップ（Doctor Stop）」   | 平沢進    | 平沢進           | 3:21  |
| 5.        | 「タッチ ミー（Touch Me）」             | 秋山勝彦  | 秋山勝彦         | 3:18  |
| 6.        | 「ナ・カ・ヨ・シ（Na-Ka-Yo-Shi）」      | 秋山勝彦  | 秋山勝彦         | 2:15  |
| 7.        | 「ミサイル（Missile）」                 | 平沢進    | 平沢進           | 2:43  |
| 8.        | 「リトル ボーイ（Little Boy）」         | 田中靖美  | 田中靖美         | 2:41  |
| 9.        | 「I AM ONLY YOUR MODEL」                | 平沢進    | 平沢進           | 2:34  |
| 10.       | 「ワン ウェイ ラヴ（One Way Love）」    | 平沢進    | 平沢進           | 2:47  |
| 11.       | 「異邦人（Ihōjin）」                    | 平沢進    | 平沢進、田中靖美 | 4:08  |
| 12.       | 「地球儀（Chikyūgi）」                  | 秋山勝彦  | 秋山勝彦         | 3:04  |
| 合計時間: | 合計時間:                               | 合計時間: | 合計時間:        | 37:28 |

## リリース履歴
| リリース日     | レーベル                       | 規格           | 規格品番 | 備考                                     |
| -------------- | ------------------------------ | -------------- | -------- | ---------------------------------------- |
| 1980年4月25日  | ワーナー・パイオニア           | LP             | K-10020W |                                          |
| 1980年4月25日  | ワーナー・パイオニア           | カセットテープ | LKF-5038 |                                          |
| 1992年1月25日  | ワーナーミュージック・ジャパン | CD             | WPCL-604 |                                          |
| 2003年10月20日 | SS RECORDS                     | CD             | SS-102   | デジタルリマスタリング、紙ジャケット仕様 |
| 2017年7月25日  | SS RECORDINGS                  | CD             | SS-102A  | W紙ジャケット仕様(2017年EDITION)         |
| 2021年1月20日  | SS RECORDINGS                  | SHM-CD         | SS-1002A | W紙ジャケット仕様                        |

## 参加ミュージシャン
P-MODEL
- 平沢進 - ボーカル(#5以外)、ギター、シンセサイザー
- 秋山勝彦 - ベース、シンセサイザー、コーラス、ボーカル(#5)、ピアノ(#6)
- 田中靖美 - キーボード、シンセサイザー、コーラス、ピアノ(#1)
- 田井中貞利 - ドラムス

ゲストメンバー
- 天野紀子グループ - ストリングス(#1)